# Bump, Bump, Bump
Bump, Bump, Bump è un brano musicale del gruppo statunitense B2K, pubblicato come singolo nel 2003, che figura il featuring del rapper P. Diddy, estratto dall'album Pandemonium!. Il brano è stato scritto e prodotto da R. Kelly e scritto con l'aiuto di Varick Smith e rappresenta il primo singolo al numero uno dei B2K nella classifica statunitense Billboard Hot 100, dove rimase una settimana il 1º febbraio 2003.

## Tracce
CD-Maxi Epic 673493 2
1. Bump, Bump, Bump (radio edit) – 3:56
2. Bump, Bump, Bump (Jiggy Joint radio remix) – 3:53

12" Maxi Epic 673493 6 (Sony) / EAN 5099767349366
1. Bump, Bump, Bump (Album Version) – 4:43
2. Bump, Bump, Bump (Nazkar Remix - Radio Edit) – 3:57
3. Bump, Bump, Bump (Jiggy Joint Club Remix) – 4:54
4. Bump, Bump, Bump (Jiggy Joint Radio Remix) – 3:54

## Classifiche
| Classifica (2003)                    | Posizione più alta |
| ------------------------------------ | ------------------ |
| Australia                            | 4                  |
| Austria                              | 48                 |
| Belgio (Fiandre)                     | 8                  |
| Belgio (Vallonia)                    | 7                  |
| Danimarca                            | 12                 |
| Paesi Bassi                          | 10                 |
| Francia                              | 7                  |
| Germania                             | 7                  |
| Irlanda                              | 25                 |
| Nuova Zelanda                        | 10                 |
| Svezia                               | 53                 |
| Svizzera                             | 2                  |
| Regno Unito                          | 11                 |
| U.S. Billboard Hot 100               | 1                  |
| U.S. Billboard Hot R&B/Hip Hop Songs | 2                  |
| U.S. Billboard Rhythmic Top 40       | 1                  |